# Barclay James Harvest/Diskografie
Diese Diskografie ist eine Übersicht über die musikalischen Werke der englischen Progressive-Rockgruppe Barclay James Harvest (BJH) sowie ihrer Nachfolger John Lees’ Barclay James Harvest (JLBJH) und Barclay James Harvest featuring Les Holroyd (BJHFLH).
Aufgeführt sind Alben (Studio- und Livealben sowie Kompilationen) und Singles – auf Schallplatten oder CDs – und Videos auf VHS- und DVD-Medien. Des Weiteren sind Auszeichnungen genannt.

## Alben

### Studioalben
| Jahr | Titel Musiklabel Katalog-Nr.                                   | Höchstplatzierung, Gesamtwochen/‑monate, AuszeichnungChartplatzierungen (Jahr, Titel, Musiklabel Katalog-Nr., Platzierungen, Wochen/Monate, Auszeichnungen, Anmerkungen) | Höchstplatzierung, Gesamtwochen/‑monate, AuszeichnungChartplatzierungen (Jahr, Titel, Musiklabel Katalog-Nr., Platzierungen, Wochen/Monate, Auszeichnungen, Anmerkungen) | Höchstplatzierung, Gesamtwochen/‑monate, AuszeichnungChartplatzierungen (Jahr, Titel, Musiklabel Katalog-Nr., Platzierungen, Wochen/Monate, Auszeichnungen, Anmerkungen) | Höchstplatzierung, Gesamtwochen/‑monate, AuszeichnungChartplatzierungen (Jahr, Titel, Musiklabel Katalog-Nr., Platzierungen, Wochen/Monate, Auszeichnungen, Anmerkungen) | Höchstplatzierung, Gesamtwochen/‑monate, AuszeichnungChartplatzierungen (Jahr, Titel, Musiklabel Katalog-Nr., Platzierungen, Wochen/Monate, Auszeichnungen, Anmerkungen) | Anmerkungen                                                         |
| Jahr | Titel Musiklabel Katalog-Nr.                                   | DE | AT | CH | UK | US | Anmerkungen                                                         |
| ---- | -------------------------------------------------------------- | --- | --- | --- | --- | --- | ------------------------------------------------------------------- |
| 1970 | Barclay James Harvest Harvest SHVL 770                         | DE— GoldDE | — | — | — | — | Erstveröffentlichung: 5. Juni 1970 Einzelalbum; LP; 7 Lieder        |
| 1971 | Once Again Harvest SHVL 788                                    | — | — | — | — | — | Erstveröffentlichung: 5. Februar 1971 Einzelalbum; LP; 8 Lieder     |
| 1971 | Barclay James Harvest and Other Short Stories Harvest SHVL 794 | — | — | — | — | — | Erstveröffentlichung: 5. November 1971 Einzelalbum; LP; 9 Lieder    |
| 1972 | Baby James Harvest Harvest SHSP 4023                           | — | — | — | — | — | Erstveröffentlichung: 10. November 1972 Einzelalbum; LP; 6 Lieder   |
| 1974 | Everyone Is Everybody Else Polydor 2383 286                    | — | — | — | UK— SilberUK | — | Erstveröffentlichung: 14. Juni 1974 Einzelalbum; LP; 9 Lieder       |
| 1975 | Time Honoured Ghosts Polydor 2383 361                          | — | — | — | UK32 Silber · (3 Wo.)UK | — | Erstveröffentlichung: Oktober 1975 Einzelalbum; LP; 9 Lieder        |
| 1976 | Octoberon Polydor 2442 144                                     | DE40 (3 Wo.)DE | — | — | UK19 Silber · (4 Wo.)UK | US174 (3 Wo.)US | Erstveröffentlichung: 1. Oktober 1976 Einzelalbum; LP; 7 Lieder     |
| 1977 | Gone to Earth Polydor 2442 148                                 | DE10 Platin · (197 Wo.)DE | — | — | UK30 Silber · (7 Wo.)UK | — | Erstveröffentlichung: September 1977 Einzelalbum; LP; 9 Lieder      |
| 1978 | XII Polydor POLD 5006                                          | DE18 Gold · (11 Wo.)DE | — | — | UK31 (2 Wo.)UK | — | Erstveröffentlichung: 29. September 1978 Einzelalbum; LP; 11 Lieder |
| 1979 | Eyes of the Universe Polydor POLD 5029                         | DE3 Platin · (71 Wo.)DE | AT9 (3 Mt.)AT | — | UK31 (2 Wo.)UK | — | Erstveröffentlichung: 5. November 1979 Einzelalbum; LP; 8 Lieder    |
| 1981 | Turn of the Tide Polydor POLD 5040                             | DE2 Gold · (29 Wo.)DE | — | — | UK55 (2 Wo.)UK | — | Erstveröffentlichung: Mai 1981 Einzelalbum; LP; 10 Lieder           |
| 1983 | Ring of Changes Polydor 811 638-2                              | DE4 (22 Wo.)DE | — | — | UK36 (4 Wo.)UK | — | Erstveröffentlichung: 16. Mai 1983 Einzelalbum; CD; 9 Lieder        |
| 1984 | Victims of Circumstance Polydor 817 950-2                      | DE4 (22 Wo.)DE | — | CH1 (15 Wo.)CH | UK33 (6 Wo.)UK | — | Erstveröffentlichung: April 1984 Einzelalbum; CD; 9 Lieder          |
| 1987 | Face to Face Polydor POLDC 5209                                | DE9 (13 Wo.)DE | — | CH7 (9 Wo.)CH | UK65 (1 Wo.)UK | — | Erstveröffentlichung: 30. Januar 1987 Einzelalbum; CD; 12 Lieder    |
| 1990 | Welcome to the Show Polydor 841 751-4                          | DE10 (18 Wo.)DE | — | CH7 (13 Wo.)CH | — | — | Erstveröffentlichung: 5. März 1990 Einzelalbum; CD; 12 Lieder       |
| 1993 | Caught in the Light Polydor 519 303-2                          | DE81 (5 Wo.)DE | — | CH33 (3 Wo.)CH | — | — | Erstveröffentlichung: 14. Juni 1993 Einzelalbum; CD; 12 Lieder      |
| 1997 | River of Dreams Polydor 537 576-2                              | DE71 (3 Wo.)DE | — | CH33 (3 Wo.)CH | — | — | Erstveröffentlichung: 26. Mai 1997 Einzelalbum; CD; 10 Lieder       |

grau schraffiert: keine Chartdaten aus diesem Jahr verfügbar

### Livealben
| Jahr | Titel Musiklabel Katalog-Nr.                        | Höchstplatzierung, Gesamtwochen/‑monate, AuszeichnungChartplatzierungen (Jahr, Titel, Musiklabel Katalog-Nr., Platzierungen, Wochen/Monate, Auszeichnungen, Anmerkungen) | Höchstplatzierung, Gesamtwochen/‑monate, AuszeichnungChartplatzierungen (Jahr, Titel, Musiklabel Katalog-Nr., Platzierungen, Wochen/Monate, Auszeichnungen, Anmerkungen) | Höchstplatzierung, Gesamtwochen/‑monate, AuszeichnungChartplatzierungen (Jahr, Titel, Musiklabel Katalog-Nr., Platzierungen, Wochen/Monate, Auszeichnungen, Anmerkungen) | Höchstplatzierung, Gesamtwochen/‑monate, AuszeichnungChartplatzierungen (Jahr, Titel, Musiklabel Katalog-Nr., Platzierungen, Wochen/Monate, Auszeichnungen, Anmerkungen) | Höchstplatzierung, Gesamtwochen/‑monate, AuszeichnungChartplatzierungen (Jahr, Titel, Musiklabel Katalog-Nr., Platzierungen, Wochen/Monate, Auszeichnungen, Anmerkungen) | Anmerkungen |
| Jahr | Titel Musiklabel Katalog-Nr.                        | DE | AT | CH | UK | US | Anmerkungen |
| ---- | --------------------------------------------------- | --- | --- | --- | --- | --- | --- |
| 1974 | Live Polydor 2683 052                               | — | — | — | UK40 Silber · (2 Wo.)UK | — | Erstveröffentlichung: November 1974 Einzelalbum; LP; 11 Lieder; Aufnahme: Theatre Royal, London, 30. Juni 1974 – Anfield, Liverpool, 31. August 1974 |
| 1978 | Live Tapes Polydor PODV 2001                        | DE33 Gold · (10 Wo.)DE | — | — | — | — | Erstveröffentlichung: 9. Juni 1978 Doppelalbum; LP; 13 Lieder; Aufnahme: – Liverpool Empire (Liverpool; 14. Oktober 1976) – Hammersmith Odeon (London; 19. Oktober 1976) – Fairfield Halls (London; 24. Oktober 1976) – Vereinigtes Königreich (diverse Shows; 1977) – evtl. Musikhalle (Hamburg; 8. November 1977) |
| 1982 | Berlin – A Concert for the People Polydor POLD 5052 | DE1 Gold · (35 Wo.)DE | AT9 (3 Mt.)AT | — | UK15 (11 Wo.)UK | — | Erstveröffentlichung: Januar 1982 Einzelalbum; LP: 11 Lieder; CD: 9 Lieder; Aufnahme: Platz der Republik, West-Berlin, 30. August 1980 |
| 1988 | Glasnost Polydor POLD 5219                          | DE47 (4 Wo.)DE | — | CH30 (1 Wo.)CH | — | — | Erstveröffentlichung: 5. April 1988 Einzelalbum; LP; 10 Lieder; Aufnahme: Treptower Park, Ost-Berlin, 14. Juli 1987 |
| 2002 | …BBC in Concert 1972 EMI 538 9802 / EMI 538 4042    | — | — | — | — | — | Erstveröffentlichung: 27. Mai 2002 Doppelalbum; CD; 16 Lieder; mono/stereo; VÖ: 7. April 2003; Einzelalbum; CD; 8 Lieder; mono mit Barclay James Harvest Symphony Orchestra Aufnahme: Paris Theatre, London; 16. November 1972                                                                                      |

grau schraffiert: keine Chartdaten aus diesem Jahr verfügbar
Weitere Livealben
- 2002: …BBC in Concert 1972; VÖ: 27. Mai 2002: Doppelalbum; CD; 16 Lieder; mono/stereo; EMI 538 9802, VÖ: 7. April 2003: Einzelalbum; CD; 8 Lieder; mono; EMI 538 4042, mit Barclay James Harvest Symphony Orchestra; Aufnahme: Paris Theatre, London; 16. November 1972

### Kompilationen
| Jahr | Titel Musiklabel Katalog-Nr.                       | Höchstplatzierung, Gesamtwochen, AuszeichnungChartplatzierungen (Jahr, Titel, Musiklabel Katalog-Nr., Platzierungen, Wochen, Auszeichnungen, Anmerkungen) | Höchstplatzierung, Gesamtwochen, AuszeichnungChartplatzierungen (Jahr, Titel, Musiklabel Katalog-Nr., Platzierungen, Wochen, Auszeichnungen, Anmerkungen) | Höchstplatzierung, Gesamtwochen, AuszeichnungChartplatzierungen (Jahr, Titel, Musiklabel Katalog-Nr., Platzierungen, Wochen, Auszeichnungen, Anmerkungen) | Höchstplatzierung, Gesamtwochen, AuszeichnungChartplatzierungen (Jahr, Titel, Musiklabel Katalog-Nr., Platzierungen, Wochen, Auszeichnungen, Anmerkungen) | Höchstplatzierung, Gesamtwochen, AuszeichnungChartplatzierungen (Jahr, Titel, Musiklabel Katalog-Nr., Platzierungen, Wochen, Auszeichnungen, Anmerkungen) | Anmerkungen                                                      |
| Jahr | Titel Musiklabel Katalog-Nr.                       | DE | AT | CH | UK | US | Anmerkungen                                                      |
| ---- | -------------------------------------------------- | --- | --- | --- | --- | --- | ---------------------------------------------------------------- |
| 1991 | Best of Barclay James Harvest PolyGram 511 439-1/2 | DE9 Gold · (18 Wo.)DE | — | CH13 Gold · (6 Wo.)CH | — | — | Erstveröffentlichung: 3. Oktober 1991 Einzelalbum; CD; 15 Lieder |

Weitere Kompilationen (Auswahl)
- 1972: Early Morning Onwards (mit ersten 3 „Non-Album“-Singles und einigen Songs der ersten 3 LPs) (Einzel-LP; elf Lieder; EMI/Starline SRS 5126)
- 1980: Mocking Bird – The Early Years (mit 4. „Non-Album“-Single und einigen Liedern der LPs 2 bis 4) (Einzel-LP; elf Lieder; Harvest 1C 064 07236)
- 1990: Alone We Fly (Polydor-Zeit ab 1974; inklusive Raritäten und Live-Aufnahmen), (Doppel-LP / Einzel-CD; 16 Lieder; Connoisseur VSOP LP 140 / VSOP CD 140)
- 1991: Best of Barclay James Harvest (1971–1990) (Einzel-CD; 15 Lieder; PolyGram 511 439-1/2)
- 1991: The Harvest Years (Harvest-Zeit bis 1973, inklusive Raritäten) (Dreier-CD; 32 Lieder; EMI EN 5014)
- 1993: Loving Is Easy – Best (Studio- und Live-Aufnahmen; 1977–1984) (Einzel-CD; 14 Lieder; Zounds 272 005 21)
- 2005: All Is Safely Gathered In (Studio- und Live-Aufnahmen) (5er-CD-Box-Set mit Buch; 74 Lieder; Eclectic ECLBOX1)
- 2008: After the Day – The Radio Broadcasts – 1974–1976; VÖ: 14. April 2008 (unveröffentlichte Aufnahmen aus dem BBC-Archiv; Radio-One-, TV-Show- und Konzertauszüge; live in concert und in studio) (Live- & Studio-Doppel-CD; 20 Lieder; Polydor/Universal 5306335)

## Singles
| Jahr | Titel Musiklabel Katalog-Nr.                  | Höchstplatzierung, Gesamtwochen, AuszeichnungChartplatzierungen (Jahr, Titel, Musiklabel Katalog-Nr., Platzierungen, Wochen, Auszeichnungen, Anmerkungen, B-Seite) | Höchstplatzierung, Gesamtwochen, AuszeichnungChartplatzierungen (Jahr, Titel, Musiklabel Katalog-Nr., Platzierungen, Wochen, Auszeichnungen, Anmerkungen, B-Seite) | Höchstplatzierung, Gesamtwochen, AuszeichnungChartplatzierungen (Jahr, Titel, Musiklabel Katalog-Nr., Platzierungen, Wochen, Auszeichnungen, Anmerkungen, B-Seite) | Höchstplatzierung, Gesamtwochen, AuszeichnungChartplatzierungen (Jahr, Titel, Musiklabel Katalog-Nr., Platzierungen, Wochen, Auszeichnungen, Anmerkungen, B-Seite) | Höchstplatzierung, Gesamtwochen, AuszeichnungChartplatzierungen (Jahr, Titel, Musiklabel Katalog-Nr., Platzierungen, Wochen, Auszeichnungen, Anmerkungen, B-Seite) | Anmerkungen                                                                  | B-Seite                                |
| Jahr | Titel Musiklabel Katalog-Nr.                  | DE | AT | CH | UK | US | Anmerkungen                                                                  | B-Seite                                |
| ---- | --------------------------------------------- | --- | --- | --- | --- | --- | ---------------------------------------------------------------------------- | -------------------------------------- |
| 1977 | Rock ’n’ Roll Star Polydor 2229 198           | — | — | — | UK49 (2 Wo.)UK | — | Erstveröffentlichung: 4. März 1977 aus Live-EP: Rock ’n’ Roll Star           | Medicine Man (Parts 1 & 2)             |
| 1979 | Love on the Line Polydor POSP 97              | — | — | — | UK63 (2 Wo.)UK | — | Erstveröffentlichung: Dezember 1979 aus Studioalbum: Eyes of the Universe    | Alright Down Get Boogie                |
| 1980 | Life Is for Living Polydor POSP 195           | DE2 (30 Wo.)DE | — | CH1 (12 Wo.)CH | UK61 (3 Wo.)UK | — | Erstveröffentlichung: Oktober 1980 aus Studioalbum: Turn of the Tide         | Shades Of B Hill                       |
| 1981 | Child of the Universe (live) Polydor 2059 443 | DE27 (15 Wo.)DE | — | — | — | — | Erstveröffentlichung: Dezember 1981 aus Livealbum: Live Tapes                | Back To The Wall (live)                |
| 1983 | Just a Day Away Polydor POSP 585              | DE40 (11 Wo.)DE | — | CH5 (6 Wo.)CH | UK68 (3 Wo.)UK | — | Erstveröffentlichung: Mai 1983 aus Studioalbum: Ring of Changes              | Rock ’N’ Roll Lady (live)              |
| 1984 | Victims of Circumstance Polydor 821 153-7     | DE46 (7 Wo.)DE | — | CH19 (9 Wo.)CH | UK92 (1 Wo.)UK | — | Erstveröffentlichung: 16. März 1984 aus Studioalbum: Victims of Circumstance | Victims Of Circumstance (Instrumental) |

Weitere Singles
| - 1968: Early Morning / Mr. Sunshine („Non-Album“-Tracks; Parlophone R5693) - 1969: Brother Thrush / Poor Wages („Non-Album“-Tracks; Harvest HAR 5003) - 1970: Taking Some Time On / The Iron Maiden (Harvest HAR 5025) - 1971: Mocking Bird / Vanessa Simmons (Harvest HAR 5034) - 1972: I’m Over You / Child of Man („Non-Album“-Tracks; Harvest HAR 5051) - 1972: Breathless / When the City Sleeps (als Gruppe „Bombadil“; Harvest HAR 5056) - 1972: Thank You / Medicine Man (Harvest HAR 5058) - 1973: Rock and Roll Woman / The Joker („Non-Album“-Tracks; Harvest HAR 5068) - 1974: Poor Boy Blues / Crazy City (Polydor 2058 474) - 1975: Mocking Bird / Galadriel (Harvest HAR 5094) - 1975: Titles / Sweet Jesus (Polydor 2058 662) - 1977: Rock ’n’ Roll Star / Medicine Man (Parts 1 & 2) (Live-EP; Polydor 2229 198) - 1977: Rock ’n’ Roll Star / Crazy City (A-Seite: live; Polydor 2058 871) - 1977: Hymn / Our Kid’s Kid (Polydor 2058 904) - 1978: Friend of Mine / Suicide? (B-Seite: live; Polydor 2059 002) - 1978: Loving Is Easy / Polk Street Rag (B-Seite: live; Polydor POSP 012) - 1979: Love on the Line / Alright Down Get Boogie (Polydor POSP 97) - 1979: Sip of Wine / Hymn (Polydor 2141 068) | - 1980: Capricorn / Berlin (Polydor POSP 140) - 1980: Life Is for Living / Sperratus (Polydor 2059 299) - 1981: Child of the Universe / Back to the Wall (A-Seite: live; Polydor 2059 443) - 1983: Ring of Changes / Blow Me Down (A-Seite: remix; Polydor 817 120-7) - 1983: Just a Day Away / Rock ’n’ Roll Lady (B-Seite: live; Polydor POSP 585) - 1983: Waiting for the Right Time / Blow Me Down (A-Seite: edit and remix; Polydor POSP 640) - 1984: Victims of Circumstance / Victims Of Circumstance (B-Seite: instrumental; Polydor POSP 674) - 1984: I’ve Got a Feeling / Rebel Woman (Polydor POSP 705) - 1986: He Said Love / On the Wings of Love (Polydor POSP 834) - 1987: Panic / All My Life (A-Seite: edited remix; Polydor 885 683-7) - 1990: Cheap the Bullet / Shadows on the Sky (Polydor PO 67) - 1990: Welcome to the Show / If Love Is King (Polydor PO 69) - 1990: Halfway to Freedom / African (B-Seite: live; Polydor 877 254-7) - 1990: Halfway to Freedom / African / He Said Love / Shadows on the Sky (EP-CD; Songs 2 und 3: live; Polydor 877 255-2) - 1990: John Lennon’s Guitar / The Life You Lead (Polydor 877 876-7) - 1992: Stand Up / Is It Really True (Dino 9070 350) |

### Videoalben
VHS bzw. DVD (Auswahl):
- 1983: A Concert for the People – Berlin: Aufnahme (live): Platz der Republik, West-Berlin, 30. August 1980 (Live-Einzel-VHS; neun Lieder; Polygram 790 499 2/4/1)
- 1985: Victims of Circumstance: Aufnahme (live): Wembley Arena, London, 13. Oktober 1984 (Live-Einzel-VHS; elf Lieder; Polygram 041 192 2/4)
- 1987: Glasnost: Aufnahme (live): Treptower Park, Ost-Berlin, 14. Juli 1987 (Live-Einzel-VHS; 10 Lieder; Channel 5 CFV 07262)
- 2005: Glasnost – Victims of Circumstance (Live-DVD als Kombination der 2 namensgleichen VHS-Videos; 10 + 11 = 21 Lieder; Universal 9875400)
- 2010: Berlin – A Concert for the People: Aufnahme (live): Platz der Republik, West-Berlin, 30. August 1980 (Live-Einzel-DVD; 9 Lieder plus 5 Promo-Videos aus der Zeit des Albums Time Honoured Ghosts, von 1975; Eagle Vision ERE DV 806)
- 2013: Live at the Town and Country Club: Aufnahme (live): Town and Country Club, London, 16. Februar 1992 (Live-Einzel-DVD; acht Lieder; Wienerworld WNRD2576)

## John Lees’ Barclay James Harvest (JLBJH)
Bis 2005 Barclay James Harvest Through the Eyes of John Lees (BJHTTEOJL) genannt.
- 1999: Nexus (Remake- und Studio-Einzelalbum; CD; 12 Lieder; Eagle Records EAGCD052)
- 1999: Revival…: Aufnahme (live): diverse Konzerte in Deutschland und in der Schweiz
  - 2000: Revival – Live 1999 (Live-Einzelalbum; CD; 15 Lieder; Eagle Records EAGCD120)
  - 2000: Revival – Live, Limited European Tour Edition (Live-Doppelalbum; CD; 19 Lieder plus Screensaver; Eagle Records EDGTE120)
- 2001: Suicide? / Brother Thrush / Mister E / Hymn (EP: 2. CD aus Revival mit Screensaver; Eagle Records EDGTE 120/2)
- 2006: Legacy…: Aufnahme (live): Shepherd’s Bush Empire, London, 5. November 2006
  - 2007: Legacy – Live at the Shepherd’s Bush Empire, London 2006 (Live-Einzelalbum; CD; 14 Lieder; Esoteric Recordings ECLEC2010)
  - 2007: Legacy – Live at the Shepherd’s Bush Empire, London 2006 (Live-Einzel-DVD; 17 Lieder; Esoteric Recordings EDVD 1001)
- 2011: Classic Rock Legends – Filmed Live at Metropolis Studios: Aufnahme (live in studio): Metropolis Studios, London, 4. Dezember 2010 (Einzel-Live-DVD; zwölf Lieder; plus Interview; ITV Studios Home Entertainment 3711534523)
- 2011: High Voltage: Aufnahme (live): High Voltage Festival, London
  - 2011: High Voltage (Live-Dreifachalbum; CD; zwölf Lieder; Concert Live): CD 1 mit Songs 1–4, CD 2 mit Songs 5–12, CD 3 für herunterladbares Interview-/Festivalmaterial (beim Festival direkt nach dem Konzert erhältlicher Mitschnitt mit aus Logistik-Gründen auf 3 CDs verteilten Liedern)[3]
  - 2011: High Voltage (Live-Doppelalbum; CD; 12 Lieder; Concert Live CLCD358): CD 1 mit Songs 1–12; CD 2 mit Interviews und für herunterladbares Bonusmaterial
- 2012: Recorded Live in Concert at Metropolis Studios, London: Aufnahme (live in studio): Metropolis Studios, London, 4. Dezember 2010 (Live-CD/-DVD-Kombi; 2 × 12 Lieder; plus Interview; Salvo SALVOSVX004)
- 2013: North:[4]
  - 2013: North (Studio-Einzelalbum; CD; 9 Lieder; Esoteric Antenna EANTCD 1023) (Studio-Einzelalbum; LP; 7 Lieder; Esoteric Antenna EANTLP 1023)
  - 2013: North und Live at Buxton Opera House: (Studio- und Live-Doppelalbum; CD; 17 Lieder; Esoteric Antenna EANTCD 21022) CD 1: North (9 Lieder) CD 2: Live at Buxton Opera House (8 Lieder); Aufnahme (live): Buxton Opera House, Buxton, Derbyshire, 19. Februar 2011[5]
- 2014: Ancient Waves / On Top Of The World / Hymn / Ancient Waves; VÖ: 19. April 2014 (EP-CD; Lied 3: 2013er Version / Lied 4: live in Buxton, 19. Februar 2011; Esoteric Antenna EANTEP2001)
- 2018: The Bloomsbury Theatre, London, 30th October 2009; Aufnahme (live): Bloomsbury Theatre, London; VÖ: 6. Mai 2018 [Live-Doppel-CD; 16 Lieder; Lepidoptera LEPCD2001; limitierte Auflage (500 Stück), Verkauf beim 50th Anniversary Concert (s. n.)]
- 2018: The 50th Anniversary Concert; Aufnahme (live): Royal Northern College of Music, Manchester, London, 6. Mai 2018; VÖ: 23. November 2018 (Live-Doppel-CD-/Einzel-DVD-Set; 2×19 Lieder inklusive jeweils einem Akustik-Lieder-Medley; Cherry Red LEPCD3002)
- 2024: Philharmonic! The Orchestral Concert; Aufnahme (live) mit dem Slaithwaite Philharmonic Orchestra: Town Hall, Huddersfield, England, 23. September 2023; VÖ: 26. Juli 2024 (Live-Doppel-CD-/Einzel-DVD-/Einzel-BD-Set; 3×19 Lieder; Esoteric Antenna EANTCD41108)

## Barclay James Harvest featuring Les Holroyd (BJHFLH)
- 2002: Revolution Days (Studio-Einzelalbum; CD; elf Lieder; M Records MREC001) (Studio-Einzelalbum; CD; 12 Lieder mit Bonus-Song „Love on the Line“; Pure Music 219-0101-0012), VÖ: 11. August 2003
- 2003: Live in Bonn – 30th October 2002 (Live-Einzelalbum; CD; neun Lieder; Pure Music 219-0102-0022)
- 2004: Evolution Years – The Best of Barclay James Harvest featuring the songs of Les Holroyd (Kompilation-Einzelalbum; CD; 16 Lieder; Pure Music 219-0201-0032)
- 2005: On the Road: Aufnahme (live): diverse Konzerte in Deutschland, 15. Oktober bis 3. November 2002 (Live-Einzel-DVD; 14 Lieder plus Diskografie-Übersicht und Interviews; Pure Music 219-0103-0049)
- 2006: Classic Meets Rock (Livealben): Aufnahme (live): Galaxie, Amnéville
  - 2006: Classic Meets Rock – Live with Prague Philharmonic Orchestra (direkt nach dem Konzert vom selben Tag und nach ein paar folgenden Shows als limitierte Erstauflage erhältlicher Mitschnitt mit Bonusmaterial) (Live-Einzel-DVD; 17 Lieder + Foto-Galerie als Bonus; Kultopolis)
  - 2006: Classic Meets Rock – Live with Prague Philharmonic Orchestra (Live-Doppelalbum; CD; 17 Lieder; Kultopolis 5051278/5051279)
  - 2007: Classic Meets Rock – Live with Prague Philharmonic Orchestra (Live-Einzel-DVD; 17 Lieder; Kultopolis 5060065380054 / Zyx DVD 3133)
- 2016: Retrospective Aufnahme (live): diverse Konzerte in Deutschland, 2014 (Live-Doppelalbum; CD; 15 Lieder; Goldencore Records/Zyx GCR 20106-2, 0090204709755)

## Statistik

### Chartauswertung
|                     | DE     | AT    | CH    | UK    | US    |
| ------------------- | ------ | ----- | ----- | ----- | ----- |
| Nummer-eins-Alben   | DE1DE  | AT—AT | CH1CH | UK—UK | US—US |
| Top-10-Alben        | DE11DE | AT2AT | CH3CH | UK—UK | US—US |
| Alben in den Charts | DE15DE | AT2AT | CH7CH | UK9UK | US1US |

|                       | DE    | AT    | CH    | UK    | US    |
| --------------------- | ----- | ----- | ----- | ----- | ----- |
| Nummer-eins-Singles   | DE—DE | AT—AT | CH1CH | UK—UK | US—US |
| Top-10-Singles        | DE1DE | AT—AT | CH2CH | UK—UK | US—US |
| Singles in den Charts | DE4DE | AT—AT | CH3CH | UK5UK | US—US |

### Auszeichnungen für Musikverkäufe
| Goldene Schallplatte - Frankreich - 1982: für das Album Eyes of the Universe - 1982: für das Album Turn of the Tide - 1983: für das Album Ring of Changes |

Anmerkung: Auszeichnungen in Ländern aus den Charttabellen bzw. Chartboxen sind in ebendiesen zu finden.
| Land/RegionAuszeichnungen für Musikverkäufe (Land/Region, Auszeichnungen, Verkäufe, Quellen) | Silber     | Gold       | Platin     | Verkäufe  | Quellen                           |
| -------------------------------------------------------------------------------------------- | ---------- | ---------- | ---------- | --------- | --------------------------------- |
| Deutschland (BVMI)                                                                           | —          | 6× Gold6   | 2× Platin2 | 2.500.000 | musikindustrie.de Einzelnachweise |
| Frankreich (SNEP)                                                                            | —          | 3× Gold3   | —          | 300.000   | snepmusique.com                   |
| Schweiz (IFPI)                                                                               | —          | Gold1      | —          | 25.000    | hitparade.ch                      |
| Vereinigtes Königreich (BPI)                                                                 | 5× Silber5 | —          | —          | 300.000   | bpi.co.uk                         |
| Insgesamt                                                                                    | 5× Silber5 | 10× Gold10 | 2× Platin2 |           |                                   |

## Solowerke

### John Lees
- A Major Fancy VÖ: Juli 1977 (Studio-Einzelalbum; LP; acht Lieder; Harvest SHSM 2018)

### Woolly Wolstenholme
- Siehe Abschnitt Diskografie im Artikel Woolly Wolstenholme